# Садовский, Николай Карпович
Никола́й Ка́рпович Садо́вский (укр. Мико́ла Ка́рпович Садо́вський, настоящая фамилия — Тобиле́вич; 6 (18) июля 1856, с. Каменно-Костоватое, Херсонская губерния, Российская империя — 7 февраля 1933, Киев, Украинская ССР, СССР) — украинский актёр и театральный режиссёр.

## Биография
Родился 6 (18) июля 1856 года в селе Каменно-Костоватое (ныне Братский район Николаевской области).
Брат драматурга И. К. Карпенко-Карого, актёра П. К. Саксаганского, оперной певицы М. К. Садовской-Барилотти.
Учился в Елисаветградском реальном училище, в юности участвовал в любительских кружках. С началом Русско-турецкой войны 1877—1878 гг. прямо из училища ушёл на фронт добровольцем, участвовал во многих сражениях на Балканах, награждён знаком отличия Военного ордена.
В 1881 году выходит на профессиональную сцену, работает сначала в труппе М. Л. Кропивницкого, затем в труппе М. П. Старицкого.
В 1888 году совместно с М. К. Заньковецкой возглавил собственную труппу (в которой выступали В. М. Загорский и другие актёры). Впоследствии, в 1898 году эта труппа слилась с труппой Саксаганского, а в 1900 году с труппой Кропивницкого.
Вернувшись в Киев, основал первый украинский стационарный театр, начавший свою работу с 1906 года в Полтаве, а затем действовавший до 1919 в Киеве. Артисты киевского городского театра в январе 1919 почти полным составом во главе с Садовским переехали в Каменец-Подольский.
При Директории, в июне 1919 года, был назначен главным уполномоченным по вопросам организации народных театров для фронта и тыла на территории УНР. С 1920 года — в Галиции, с 1921 — возглавлял театр «Просвиты» в Ужгороде, с 1923 — жил в Праге.
В сентябре 1922 дирекция Харьковского театра им. Т. Г. Шевченко обратилась в правительство УССР с просьбой организовать возвращение Садовского на родину, которое состоялось в 1926 году.
Скончался в Киеве 7 февраля 1933 года, похоронен на Байковом кладбище. В 1935 году установлено надгробие (скульптор — Элиус Фридман).

### Семья
Был женат на Евгении Базилевской, их дети:
- Николай Николаевич Тобилевич (1897—1964),
- Юрий Николаевич Тобилевич (1899—1909).

## Память
- В Киеве именем названа улица на Куренёвке.
- В СССР имя было присвоено Винницкому областному украинскому музыкально-драматическому театру (ныне Винницкий государственный академический музыкально-драматический театр имени Н. К. Садовского).